# Coupe de France de cyclisme sur route 1994
La Coupe de France de cyclisme sur route 1994 est la 3e édition de la Coupe de France de cyclisme sur route.
La compétition compte 13 courses d'un jour, soit une de plus que l'année précédente, avec le retour du Grand Prix de la ville de Rennes, qui était présent au calendrier de la première édition mais absent à la deuxième.
La victoire finale revient au Français Ronan Pensec de l'équipe française Novemail-Histor.

## Résultats
La liste des courses composant la compétition et le podium de chacune d'entre elles sont les suivants :
| 19 fév.  | Tour du Haut-Var                 | Laurent Brochard       | Eddy Seigneur         | Ronan Pensec           |
| 20 mars  | Cholet-Pays de la Loire          | Laurent Madouas        | Christophe Leroscouet | Patrick Van Roosbroeck |
| 3 avr.   | Grand Prix de la ville de Rennes | Gilles Delion          | Nicolas Aubier        | Ronan Pensec           |
| 5 avr.   | Paris-Camembert                  | Armand de Las Cuevas   | Charly Mottet         | Laurent Brochard       |
| 7 avr.   | Grand Prix de Denain             | Jans Koerts            | Lars Michaelsen       | Brian Holm             |
| 24 avr.  | Tour de Vendée                   | Patrick Van Roosbroeck | Mario De Clercq       | Peter Spaenhoven       |
| 21 mai   | Classique des Alpes              | Oliverio Rincón        | Laurent Roux          | Ronan Pensec           |
| 28 mai   | À travers le Morbihan            | Peter De Clercq        | François Simon        | Ronan Pensec           |
| 23 août  | Grand Prix de Plouay             | Andreï Tchmil          | Richard Virenque      | Jens Heppner           |
| 4 sept.  | Trophée des grimpeurs            | Richard Virenque       | Scott Sunderland      | Didier Rous            |
| 11 sept. | Grand Prix de Fourmies           | Andrea Tafi            | Gianluca Bortolami    | Gianluca Gorini        |
| 18 sept. | Grand Prix d'Isbergues           | Wilfried Nelissen      | Sean Yates            | Philippe Bouvatier     |
| 30 sept. | Paris–Bourges                    | Lars Michaelsen        | Peter Meinert-Nielsen | Edwig Van Hooydonck    |

## Classements

### Individuel
Le podium du classement général final est le suivant :
| Classement par points | Classement par points | Classement par points | Classement par points          | Classement par points |
| Coureur               | Coureur               | Pays                  | Équipe                         | Points                |
| --------------------- | --------------------- | --------------------- | ------------------------------ | --------------------- |
| 1er                   | Ronan Pensec          | France                | Novemail-Histor-Laser Computer | 130 pts               |
| 2e                    | Richard Virenque      | France                | Festina-Lotus                  | 117 pts               |
| 3e                    | Laurent Brochard      | France                | Castorama                      | 101 pts               |

### Par équipe
L'équipe française Castorama remporte le classement aux points de la meilleure équipe.